# خانه‌های بریم شماره ۲۱۲
خانه‌های بریم شماره ۲۱۲ مربوط به دوره پهلوی دوم است و در شهرستان‌آبادان، بخش مرکزی، منطقه مسکونی بریم، پلاک ۲۱۲ واقع شده و این اثر در تاریخ ۶ اسفند ۱۳۸۵ با شمارهٔ ثبت ۱۷۳۹۸ به‌عنوان یکی از آثار ملی ایران به ثبت رسیده است.